# روميو فيرنانديز
روميو فيرنانديز (6 يوليو 1992 بغوا في الهند - ) هو لاعب كرة قدم هندي في مركز جناح ‏. شارك مع منتخب الهند تحت 23 سنة لكرة القدم ومنتخب الهند لكرة القدم. أما مع النوادي، فقد لعب مع أتلتيكو باراناينسي ونادي ديمبو ونادي جوا.

## وصلات خارجية
- روميو فيرنانديز على موقع قاعدة بيانات كرة القدم.إي يو (الإنجليزية)
- روميو فيرنانديز على موقع Soccerway.com (الإنجليزية)
- روميو فيرنانديز على موقع عالم كرة القدم.نت (الإنجليزية)